# Iwan Triczkowski
Iwan Triczkowski, mac. Иван Тричковски (ur. 18 kwietnia 1987 w Skopju) – macedoński piłkarz występujący na pozycji napastnika lub pomocnika, byly reprezentant Macedonii.
W sierpniu 2015 podpisał roczny kontrakt z Legią Warszawa z możliwością przedłużenia o kolejne dwa. W styczniu 2016 roku odszedł do AEK Larnaka.